# Angus Widdicombe
Angus Widdicombe, född 31 augusti 1994, är en australisk roddare.

## Karriär
Vid VM 2023 i Belgrad tog Widdicombe brons tillsammans med Patrick Holt, Joshua Hicks, Ben Canham, Timothy Masters, Jack Robertson, Joseph O'Brien, Angus Dawson och Kendall Brodie i åtta med styrman.